# Ernst Stern
Pour les articles homonymes, voir Stern.
Ernst Stern (né le 1er avril 1876 à Bucarest, mort le 28 août 1954 à Londres) est un chef décorateur et costumier allemand.

## Biographie
Il est élève d'une Handelsakademie à Vienne et, à partir de 1894, de l'académie des beaux-arts de Munich auprès de Nikólaos Gýzis et Franz von Stuck. À Munich, il dessine pour les magazines Jugend et Simplicissimus. Sous le nom de Tobias Loch, le peintre rapide, il apparaît avec Les Onze Bourreaux et est membre de la Sécession de Munich et de la Société dramatique.
En 1905, il se rend à Berlin et travaille, entre autres, pour Lustige Blätter. Max Reinhardt l'embauche peu de temps après avoir repris le Deutsches Theater en 1906. Au moment où Reinhardt part en 1921, il a conçu environ 90 décors en tant que scénographe en chef. Ses subordonnés sont entre autres Edvard Munch et Alfred Roller. Stern appartient à la Berliner Secession et se trouve dans l'annuaire des membres du Deutscher Künstlerbund dès 1906.
Après le départ de Reinhardt, il travaille pour des opéras et des opérettes. Erik Charell le nomme chef de l'équipement du Großes Schauspielhaus en 1924.
De plus, à partir de 1918, Stern crée régulièrement des décors de cinéma. Il travaille avec des réalisateurs tels que Friedrich Wilhelm Murnau, Ernst Lubitsch, Richard Oswald, Max Mack, Carl Froelich et Wilhelm Dieterle. Il conçoit les costumes de Le congrès s'amuse mis en scène par Erik Charell.

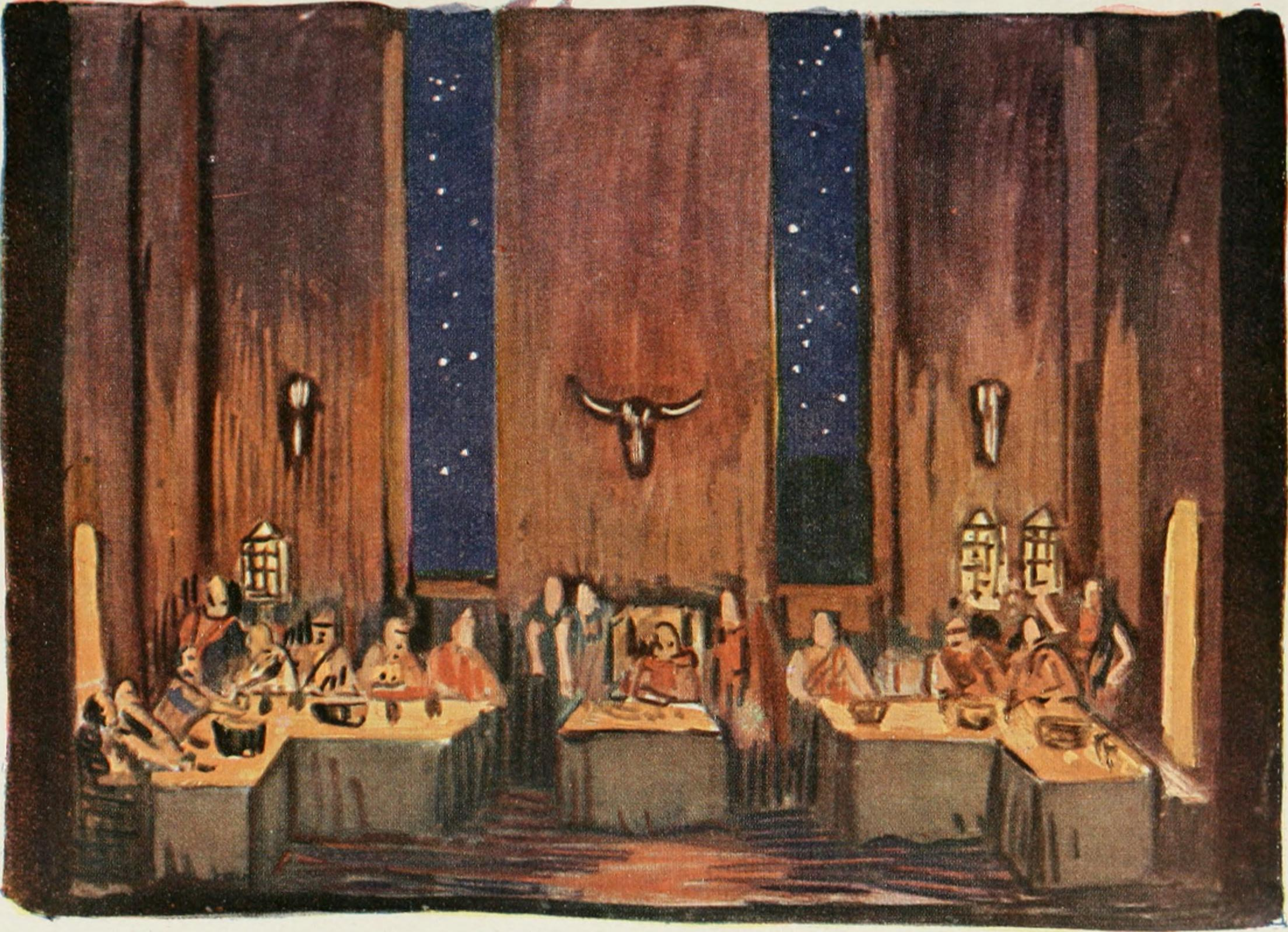
Dessin préparatoire de scène de théâtre (« Le Banquet », dans Macbeth) en 1919.

Lorsque les nazis prennent le pouvoir en 1933, il est à Paris pour l'opérette L'Auberge du Cheval-Blanc. Stern reste d'abord à Paris et est amené à Hollywood par Charell en 1934 pour le film Caravane. La même année, il se rend à Londres. Il se concentre presque exclusivement sur son travail de scénographe en collaboration avec des auteurs, metteurs en scène et acteurs britanniques, notamment au Savoy Theatre, Aldwych Theatre et Adelphi Theatre. Il est honoré par le roi qui lui accorde une pension.

## Filmographie

### En tant que chef décorateur
- 1918 : Europa postlagernd (de)
- 1918 : Madame D’Ora
- 1919 : Zwischen Tod und Leben
- 1919 : Der Saal der sieben Sünden
- 1920 : Satanas
- 1920 : Die 999. Nacht
- 1920 : Die Tänzerin Barberina
- 1920 : Narrentanz der Liebe
- 1921 : La Chatte des montagnes
- 1922 : La Femme du pharaon
- 1923 : Die Fledermaus (de)
- 1923 : Wilhelm Tell (de)
- 1924 : Der Mönch von Santarem
- 1926 : Zopf und Schwert (de)
- 1926 : Die Welt will belogen sein
- 1927 : Lützows wilde verwegene Jagd (de)
- 1927 : La Goutte de venin
- 1927 : Le Baron imaginaire
- 1927 : Tête haute, Charly !
- 1927 : Die schönsten Beine von Berlin (de)
- 1927 : Ein schwerer Fall (de)
- 1927 : Die rollende Kugel (de)
- 1927 : Die Dame mit dem Tigerfell
- 1927 : Das Schicksal einer Nacht
- 1927 : Das Geheimnis des Abbé X (de)
- 1928 : Moral
- 1928 : Immoralité
- 1929 : Frühlingsrauschen (de)
- 1930 : Ludwig der Zweite, König von Bayern
- 1934 : Cœur de tzigane

### En tant que costumier
- 1913 : Das schwarze Los
- 1919 : Der junge Goethe
- 1919 : Zwischen Tod und Leben
- 1919 : Tropenblut
- 1919 : Die Rose von Stambul (en) de Felix Basch et Arthur Wellin (en)
- 1920 : Die Tänzerin Barberina
- 1921 : La Chatte des montagnes
- 1922 : La Femme du pharaon
- 1923 : Wilhelm Tell
- 1924 : Le Cabinet des figures de cire
- 1926 : Zopf und Schwert
- 1927 : Lützows wilde verwegene Jagd
- 1927 : Meine Tante - deine Tante
- 1930 : Ludwig der Zweite, König von Bayern
- 1930 : Dolly macht Karriere (de)
- 1931 : Le congrès s'amuse
- 1934 : Cœur de tzigane
- 1934 : Caravane
- 1936 : Mozart
- 1936 : Le Vagabond bien-aimé